# Зифчак, Людвик
Людвик Зифчак (чеш. Ludvík Zifčák; 11 января 1960, Прага) — офицер чехословацкой госбезопасности, участник спецоперации 17 ноября 1989. По заданию начальства имитировал «студента Мартина Шмида», якобы убитого при разгоне протестной демонстрации. Целью этих действий являлось использование протестного движения против конкретных руководителей КПЧ, но последствия превзошли первоначальные планы и способствовали победе Бархатной революции. В послереволюционный период — активист ортодоксально-коммунистических организаций, предприниматель-отельер.

## Служба в полиции
В возрасте 22 лет поступил на службу в Корпус национальной безопасности (SNB). С 1982 — инспектор Общественной безопасности (поддержание правопорядка, общеуголовная полиция) района Прага 1. С ноября 1985 — заместитель командира чрезвычайного полка общественной безопасности. Имел звание лейтенанта (поручика) SNB.
Людвик Зифчак рассматривался начальством как перспективный офицер. Обучался в училище SNB, стажировался в региональном командовании Остравы. Состоял в Коммунистической партии Чехословакии (КПЧ), был идейным сторонником режима ЧССР.

## Служба в госбезопасности
С 1 марта 1989 Людвик Зифчак переведён в Службу государственной безопасности (StB) на должность старшего инспектора. Был зачислен во II управление (внешняя контрразведка), однако получил задание, связанное с «внутренним врагом»: внедриться в среду диссидентов и нелояльных студентов.
Залегендированный как «студент Остравского технического университета Милан Ружичка», лейтенант Зифчак сумел проникнуть в оппозиционные группы, установить связи и приобрести авторитет. Он лично познакомился с Вацлавом Гавелом, Петром Улем, Анной Шабатовой и другими диссидентскими лидерами. Успеху способствовало то обстоятельство, что Зифчак служил в StB недавно и не был известен в этом качестве.
К осени 1989 года Зифчак-«Ружичка» воспринимался как активист оппозиционного движения. Он участвовал в создании независимой студенческой ассоциации, был хорошо информирован о действиях и планах. Это позволяло госбезопасности реагировать оперативно и заблаговременно. В преддверии демонстрации 17 ноября StB под руководством генерала Алоиза Лоренца разработала собственный план, в котором ключевая роль отводилась лейтенанту Зифчаку.

## «Убитый Мартин Шмид»
17 ноября 1989 Независимая студенческая ассоциация организовала в Праге демонстрацию памяти Яна Оплетала. В этой акции участвовал Людвик Зифчак под именем Милана Ружички. Демонстрация быстро приобрела антиправительственную направленность и была разогнана полицией. Один из полицейских ударил Зифчака (специально державшегося поближе к оцеплению). Зифчак упал на асфальт и профессионально притворился потерявшим сознание. Многие очевидцы приняли его за мёртвого, после чего он был увезён на скорой.
В ту же ночь девушка по имени Драгомира Дражская распространила по студенческим общежитиям слух об убийстве полицейскими студента Мартина Шмида (среди пражских студентов так звали минимум двоих). Через несколько часов Петр Уль передал это сообщение на Радио Свободная Европа. Вскоре дезинформация была разоблачена, Уль принёс публичные извинения за свою оплошность. Однако взрыв общественного возмущения уже произошёл, поднялась неостановимая волна Бархатной революции.
Смысл этих действий впоследствии объяснил сам Людвик Зифчак. Консервативный курс руководства КПЧ, особенно генерального секретаря Милоша Якеша, не устраивал многих в партийной номенклатуре и госбезопасности. Такие влиятельные деятели, как Любомир Штроугал и Ладислав Адамец ориентировались на советскую Перестройку. К ним примыкал начальник StB Алоиз Лоренц. Эта группа решила использовать протестное движение для замены руководящих кадров КПЧ и ЧССР. С этой целью StB максимально стимулировала ноябрьские уличные выступления. «Гибель Мартина Шмида» — изобразить которую генерал Лоренц приказал Людвику Зифчаку — являлась ключевым пунктом сценария.
План, казалось, начал осуществляться: 24 ноября пленум ЦК КПЧ отстранил Милоша Якеша с поста генерального секретаря. Его сменил перестроечно ориентированный Карел Урбанек. Новое партийное руководство объявило о намерении следовать курсом Пражской весны. Однако размах событий далеко превзошёл первоначальные планы. Непредвиденно для инициаторов, вместо смены руководства произошла смена режима и системы. Через полтора месяца после событий 17 ноября президентом Чехословакии был диссидент Вацлав Гавел. Тактический успех спецоперации обернулся стратегическим провалом. Однако за это ответственность несёт не Зифчак, вполне справившийся со своим заданием.

## Политические взгляды
При подготовке операции планировалось, что Зифчак покинет Чехословакию и с поддельными документами переберётся на жительство в СССР. Он уже имел билет в Москву — однако «впервые в жизни не выполнил приказ», поскольку не хотел оставлять семью.
В июле 1990 Людвик Зифчак был официально уволен с полицейской службы новыми властями ЧСФР. В 1995, уже в независимой Чехии, Зифчак был арестован и осуждён на полтора года тюрьмы за «злоупотребление служебными полномочиями» на службе в бывшей госбезопасности ЧССР. Реально находился в заключении половину назначенного срока, освобождён условно-досрочно.
В многочисленных выступлениях и интервью Людвик Зифчак подчёркивает свои ортодоксально-коммунистические взгляды, ностальгирует по ЧССР. Парламентскую Компартию Чехии и Моравии (партия-преемник КПЧ в Чехии) считает оппортунистической. Состоял в Партии чехословацких коммунистов Мирослава Штепана, потом перешёл в Коммунистическую партию Чехословакии — Чехословацкую партию труда. Обе эти организации не играют никакой политической роли ни в Чехии, ни в Словакии, членство в них носит символический характер.
Намекает на наличие у него компрометирующих материалов, касающихся чехословацких диссидентов 1980-х, фамильярно называет Вацлава Гавела уменьшительным именем «Вашек». Иногда делится любопытными наблюдениями: например, по его мнению, настоящими врагами режима были диссиденты Словакии и Моравии (то есть провинциальной глубинки), тогда как «круг Гавела в Праге» был склонен к компромиссам и «смешивал политику с бизнесом».
Людвик Зифчак осуждает Бархатную революцию за «создание второсортного капитализма» — но при этом утверждает, будто события 1989 года были целиком и полностью срежиссированы «всемогущей StB». Целью при этом ставилось устранение «отставших от жизни руководителей» и укрепление режима «на социалистических основах». Каким образом и по какой причине госбезопасность потеряла контроль над событиями, он не уточняет. Воздерживается от критики своего бывшего начальства, но резко обвиняет Михаила Горбачёва. По словам Зифчака, если бы он знал, к чему приведёт успешное выполнение задания 17 ноября 1989 года, то не стал бы его выполнять.
В 2003 в Шумперке был привлечён к уголовной ответственности 22-летний коммунистический активист Давид Пеха — за публичные призывы к насильственной реставрации социализма. В качестве свидетеля защиты был заявлен Людвик Зифчак, как идейный вдохновитель подсудимого. Однако Зифчак предпочёл не являться в суд.

## Бизнес и конфликт
C 2008 Людвик Зифчак занимается гостиничным бизнесом в Карлове-Студанке. Арендует отель Džbán, популярный среди любителей танцев и пения. Публично позиционируется как менеджер, а не бизнесмен. Отмечает, что его компаньон — чехословацкий эмигрант из Австралии — придерживается крайне правых политических взглядов, но это не мешает деловому сотрудничеству.
С 2010 Людвик Зифчак конфликтует с администрацией Карловы-Студанки. Он зарегистрировал проживание в своём отеле для 26 человек — это позволяет им голосовать на местных выборах. Учитывая, что общее количество избирателей в Карлове-Студанке — около 200 человек, «гостиничный электорат» стал серьёзной силой. Комментаторы усмотрели в этом серьёзные финансовые и политические интересы Зифчака, возглавляющего в курортном селении две политические структуры — Движение социально слабых и Процветание Карловы-Студанки. Конфликт между Зифчаком и мэром Радкой Худовой (против которой направлены манипуляции с численностью избирателей) решается в суде.